# Tabebuia roseoalba
Tabebuia roseoalba là một loài thực vật có hoa trong họ Chùm ớt. Loài này được (Ridl.) Sandwith miêu tả khoa học đầu tiên năm 1954.